# Kirysek czaprakowy
Kirysek czaprakowy, kirysek brodaty (Scleromystax barbatus) – gatunek słodkowodnej ryby sumokształtnej z rodziny kiryskowatych (Callichthyidae), największy z rodzaju Scleromystax. W akwarystyce jest bardziej znany pod wcześniejszą nazwą Corydoras barbatus.

## Występowanie
Kirysek czaprakowy żyje w wodach wschodniej Brazylii, od Rio de Janeiro do Santa Catarina.

## Opis
Gatunek ten ma najbardziej opływowe ciało i jest największym przedstawicielem swojego rodzaju. Osiąga do 12 cm długości, samice są mniejsze. Oprócz długości ciała dymorfizm płciowy uwidacznia się jaskrawym ubarwieniem samców oraz brodawkami na bokach przedniej części ich głowy.

## Pożywienie
Żywi się każdym rodzajem pokarmu: żywym w płatkach i tabletkach.

## Warunki hodowlane
Wymaga dużego akwarium i wolnej przestrzeni do pływania, otoczonej roślinnością. Kirysek czaprakowy lubi silny nurt wody. Parametry wody: miękka do twardej, pH 6,8–7,5. Temperatura wody powinna wynosić 18–26 °C.

## Taksonomia
Gatunek został opisany naukowo pod nazwą Callichthys barbatus w podrodzaju Scleromystax, następnie wraz z innymi gatunkami tego podrodzaju został przeniesiony do rodzaju Corydoras. W 2003 Britto dokonał rewizji taksonomicznej podrodziny Corydoradinae i podniósł Scleromystax do rangi rodzaju.